# British Rail Class 166
British Rail Class 166 - typ spalinowych zespołów trakcyjnych dostarczonych w latach 1992-1993 przez zakłady koncernu ABB w Yorku. Łącznie zbudowano 21 zestawów. Wszystkie eksploatuje obecnie firma First Great Western. 

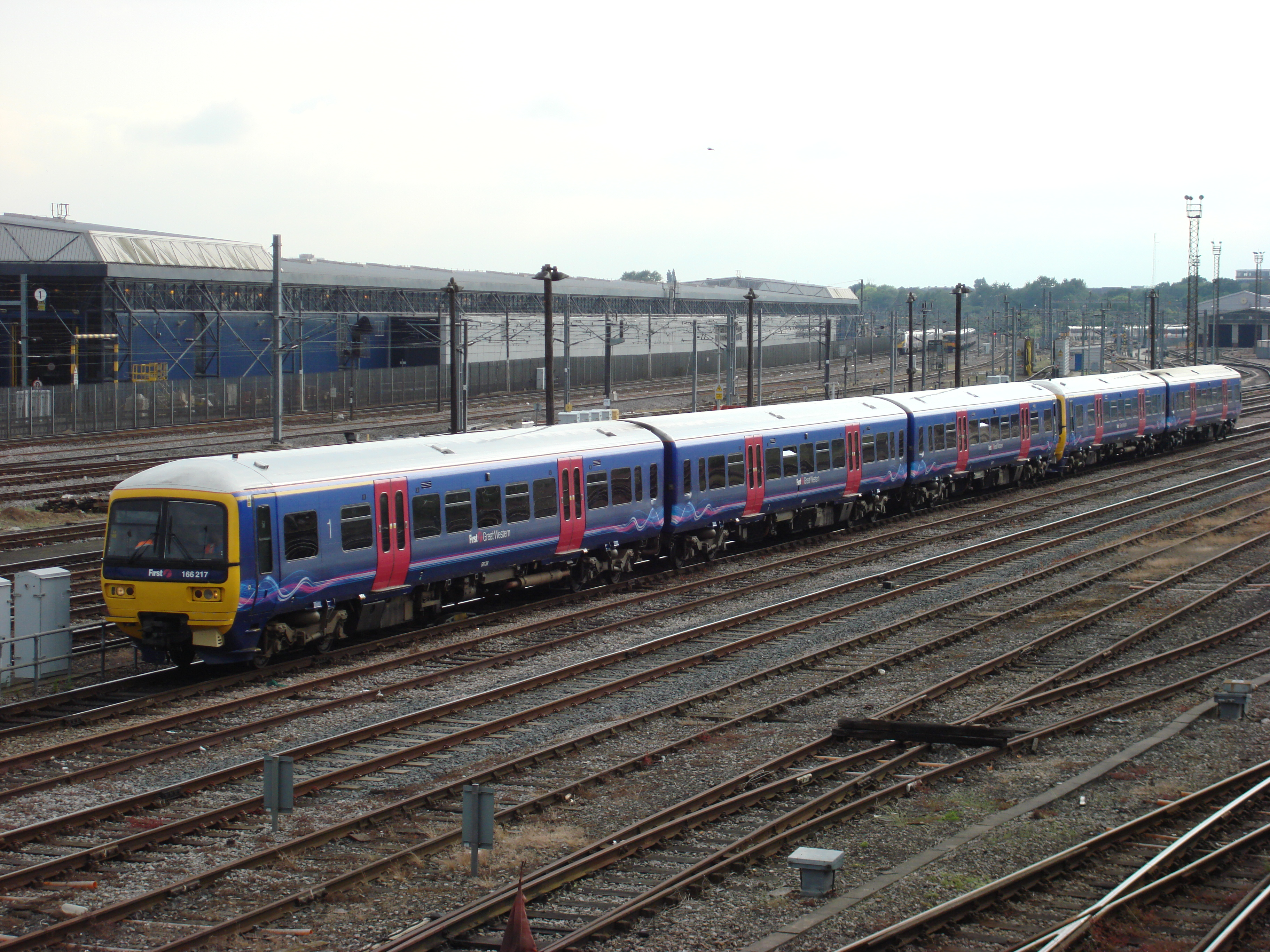